# Nelson Prudêncio
Nelson Prudêncio (nacido en Lins, Brasil el 4 de abril de 1944 - 23 de noviembre de 2012) fue un atleta brasileño retirado especialista en triple salto, que logró dos medallas olímpicas. En los Juegos Olímpicos de 1968, disputados en México, D. F., estuvo liderando la clasificación hasta el último salto de Viktor Saneyev que le arrebató la medalla de oro.
Las marcas obtenidas en dicha competición fueron de 17,39 metros para Viktor Saneiev, que se estableció como récord mundial, 17,27 metros para Nelson Prudencio y en tercer lugar 17,22 metros para Giusseppe Gentile, de Italia.